# 1593
Năm 1593 (số La Mã: MDXCIII) là một năm thường bắt đầu vào thứ Sáu  trong lịch Gregory (hoặc một năm thường bắt đầu vào thứ hai của lịch Julius chậm hơn 10 ngày).

## Sự kiện

### Tháng 3
- Mạc Kính Cung lên ngôi, lấy niên hiệu là Càn Thống thứ nhất.

## Mất
- Mạc Đôn Nhượng, quan phụ chính thời nhà Mạc